# Soderce
Soderce (cyr. Содерце) – wieś w Serbii, w okręgu pczyńskim, w mieście Vranje. W 2011 roku liczyła 510 mieszkańców.